# Simcha Friedman
Simcha Friedman (hebr.: שמחה פרידמן, ur. 1911 na terenie obecnej Polski, zm. 5 stycznia 1990) – izraelski polityk, w latach 1969–1974 i 1975–1977 poseł do Knesetu z listy Narodowej Partii Religijnej (Mafdal).
W wyborach parlamentarnych w 1969 po raz pierwszy dostał się do izraelskiego parlamentu. W kolejnych wyborach nie dokonał reelekcji, jednak 2 lipca 1975 zastąpił zmarłego Micha’ela Chazaniego i powrócił do Knesetu.